# Ламінарна течія

Схематичне зображення ламінарної (a) і турбулентної (b) течії в плоскому шарі

Об'єкт, що рухається крізь газ або рідину зазнає дії сили в напрямку зворотньому до його руху. Гранична швидкість досягається коли гальмівна сила стає рівною за величиною, але протилежною за напрямком до сили, що приводить тіло в рух. Показана куля в потоці з малим числом Рейнольдса.

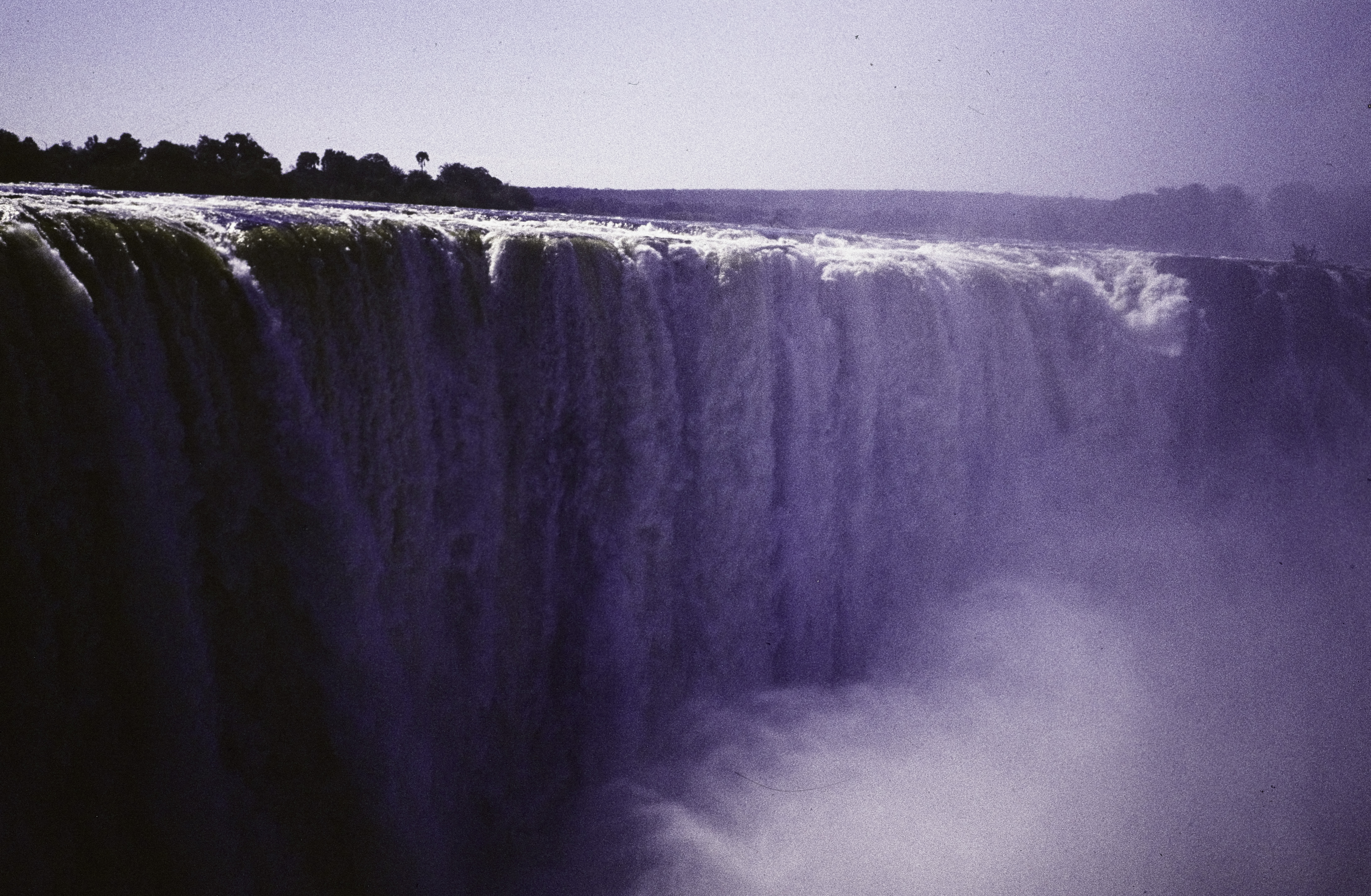
Ламінарна течія (горизонтальна ділянка річки) і турбулентний бурхливий потік (відразу вниз за течією з білою піною) водоспаду Вікторія на річці Замбезі, 1975 рік.

Ламіна́рна течія́ (ламінарний потік) (англ. laminar flow; straight-line flow, нім. Laminarströmung f, laminare Strömung f) — впорядкований рух рідини або газу, за якого рідина (газ) рухається шарами, паралельними до напрямку течії. При цьому перемішування між сусідніми шарами рідини відсутнє.
Ламінарна течія — рух частинок по паралельних лініях з певною малою швидкістю. Характерна для течії підземних вод.
Ламінарний потік спостерігається за невеликих швидкостей, коли окремі місцеві збурення швидко згасають. Ламінарний потік можна спостерігати на струминах підфарбованої рідини. При збільшенні швидкості потоку ламінарний потік може перейти в турбулентний (вихровий). Умова такого переходу визначається критичним числом Рейнольдса. Кожен конкретний потік має таке критичне число Reкр, що за будь-якого Re < Reкр ламінарний потік є стійким. Число Reкр визначають головним чином експериментально. Теоретичне вивчення ламінарних потоків проводять на основі рівнянь Нав'є-Стокса.
Re = ρvl/µ,
де ρ — густина,
µ — коефіцієнт динамічної в'язкості,
v — характерна швидкість течії рідини (газу),
l — характерний розмір.
Ламінарна течія має місце, коли число Re менше від критичного значення. Для випадку течії води в круглій трубі Reкр = 2200. Ламінарна течія спостерігається в дуже в'язких рідинах або при течіях з досить малими швидкостями, а також при повільному обтіканні дуже в'язкою рідиною тіл малих розмірів. Із збільшенням швидкості руху даної рідини (газу) ламінарна течія переходить у турбулентну течію.